# Promitobates difficilis
Promitobates difficilis is een hooiwagen uit de familie Gonyleptidae.